# Isla Semisopochnoi
La isla Semisopochnoi es una isla perteneciente al archipiélago de las islas Rata, en el grupo de las islas Aleutianas. La isla se encuentra deshabitada y provee de una importante área de nidificación de aves marinas. La isla es de origen volcánico, conteniendo diversos volcanes que incluyen el monte Cerberus. Semisopochnoi ocupa una superficie de 221,673 km².
A una longitud de 179°46'E, se trata del territorio más oriental de los Estados Unidos y Norteamérica. Se encuentra a solo 14 minutos al oeste de los 180°, y por tanto en el Hemisferio Oriental.

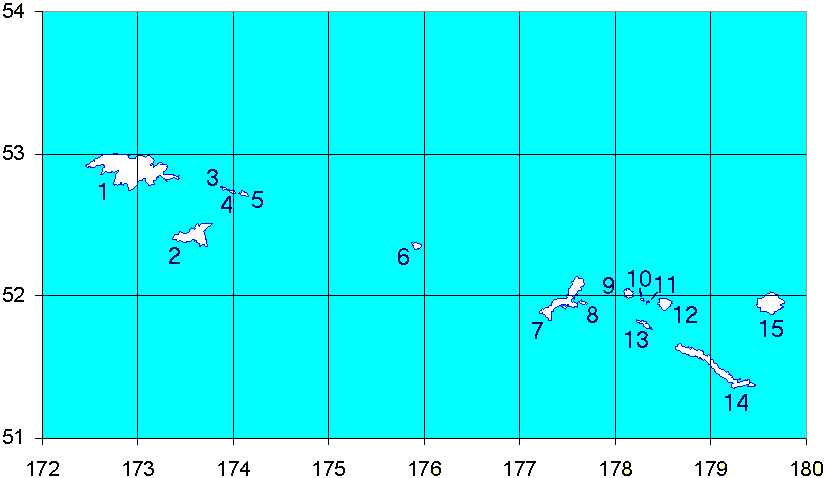
15 - Semisopochnoi.

El nombre de la isla, "Semisopochnoi", procede del ruso Семисопочный y significa "Siete Colinas".